# Synagoge (Steinsfurt)

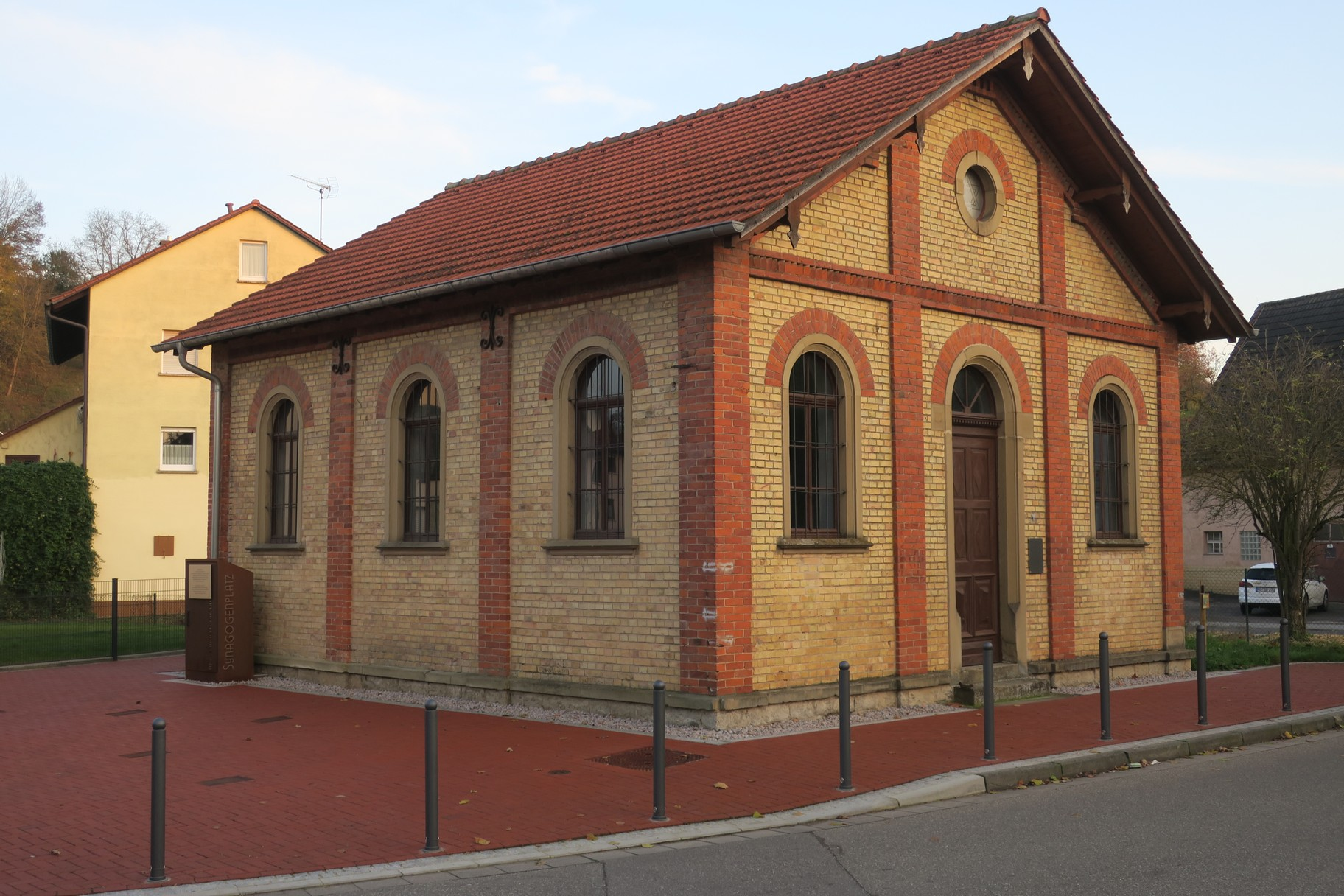
Die ehemalige Synagoge in Steinsfurt (Aufnahme 2019)

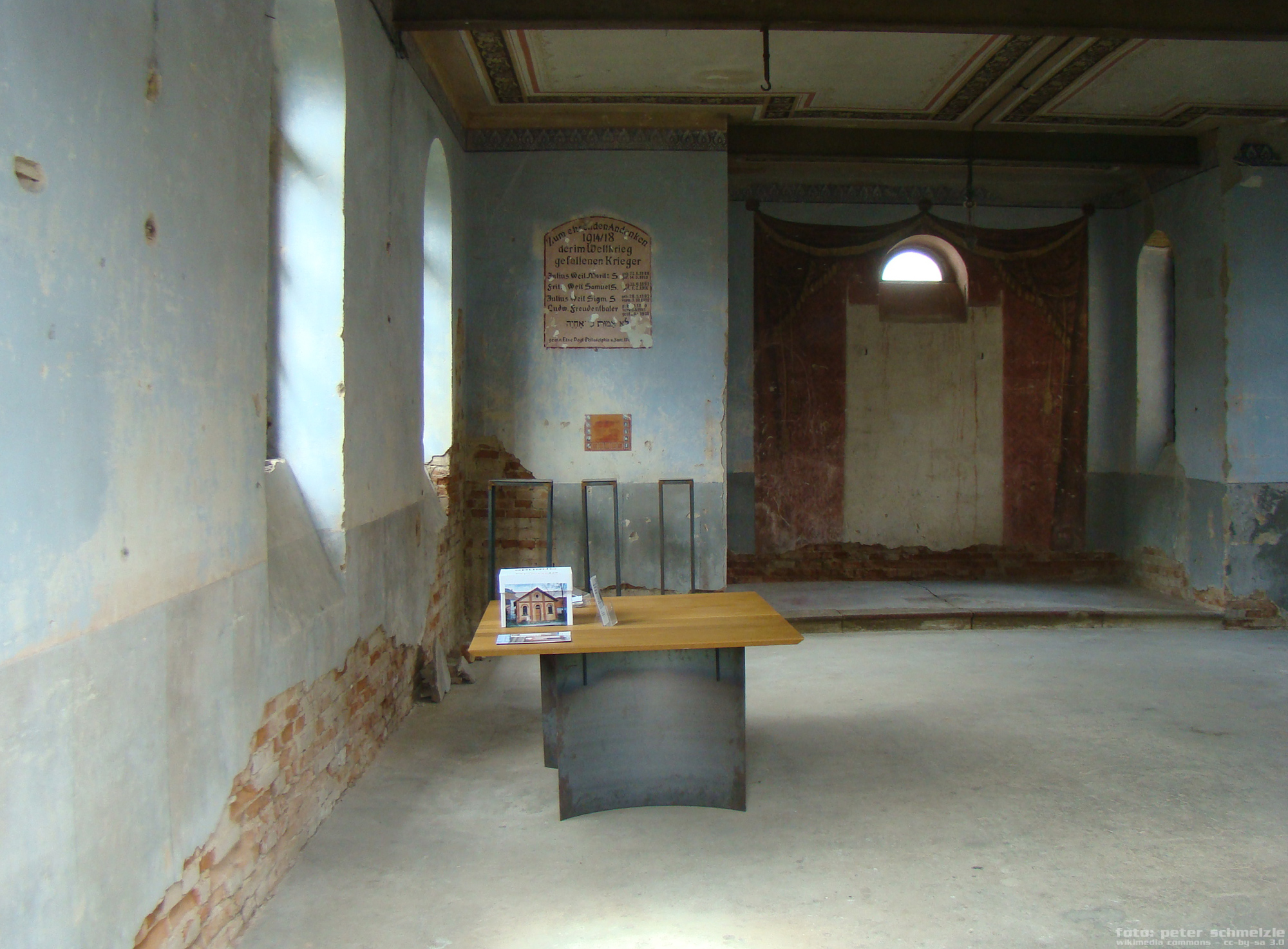
Innenraum mit Resten der Ausmalung

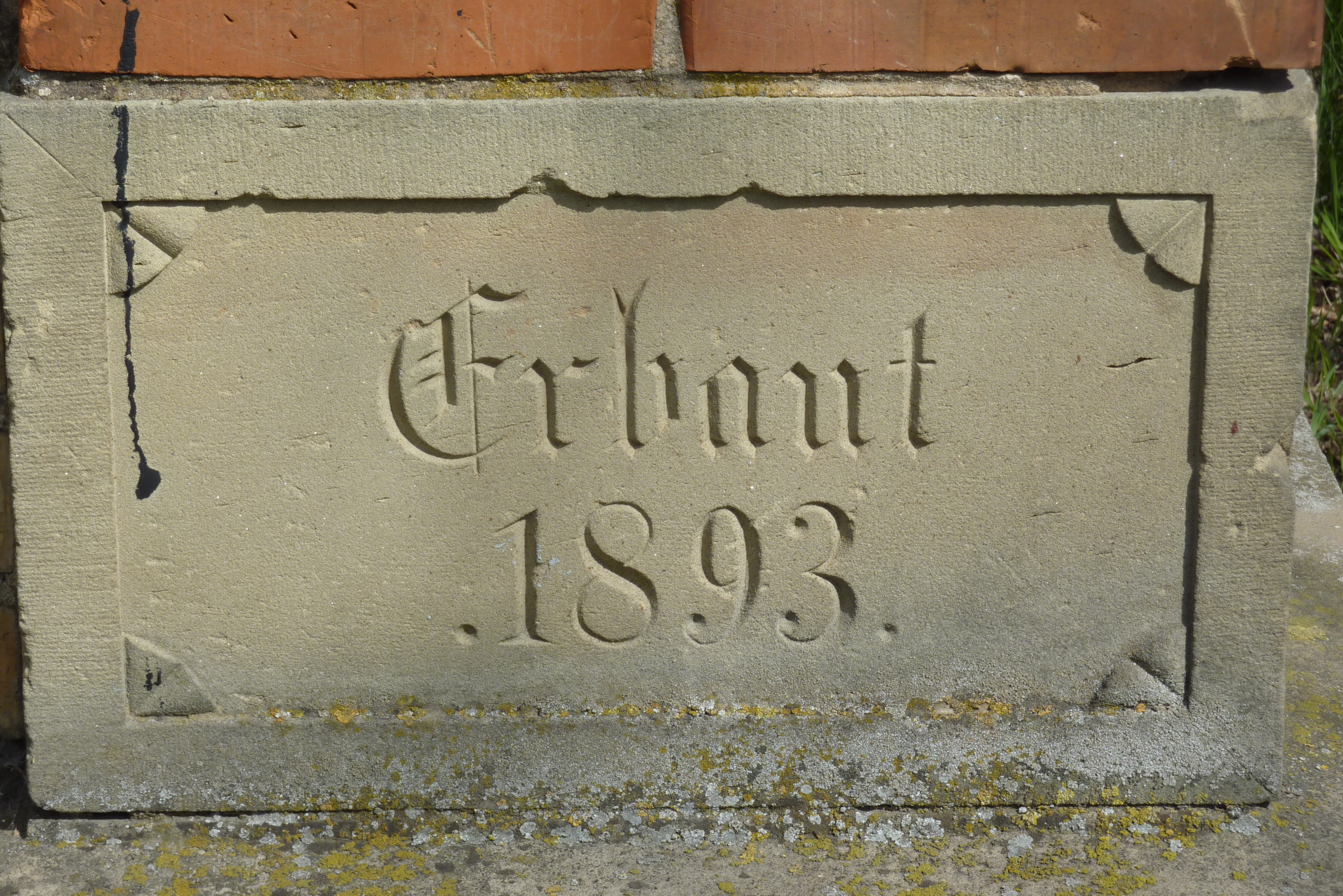
Grundstein mit Datierung 1893

Die ehemalige Synagoge in Steinsfurt, einem Stadtteil von Sinsheim im Rhein-Neckar-Kreis im nördlichen Baden-Württemberg, wurde 1893/94 errichtet. Sie soll nach der Renovierung eine Gedenkstätte, ein regionales Dokumentationszentrum zur Geschichte der Juden im Kraichgau und ein Ort der Begegnung werden.

## Geschichte
Noch 1803 gingen die vier jüdischen Familien in Steinsfurt nach Rohrbach zum Gottesdienst, weil sie im eigenen Dorf keinen Versammlungsort dafür hatten. Als im 19. Jahrhundert die Zahl der Gemeindemitglieder deutlich zunahm, richtete man zunächst einen Betsaal in der damaligen Ehrstädter Straße 2 ein, heute Lerchenneststraße 2. 1890, die Zahl der Gemeindemitglieder ging damals schon zurück, beschloss die jüdische Gemeinde Steinsfurt den Bau einer Synagoge. 1893/94 errichtete man nach den Plänen des Architekten Wilhelm Dick (1873–1904) aus Hoffenheim 1893/94 das Bauwerk. Bei der festlichen Einweihung der Synagoge am 13. Juli 1894 hielt der Bezirksrabbiner Hillel Sondheimer vom Bezirksrabbinat Heidelberg die Festpredigt.

## Architektur
Das Gebäude ist ein eingeschossiger Backsteinbau, mit einer rechteckigen Erweiterung für die Thora-Nische an der Ostwand. Lisenen, Schmuckbögen und Zierfriese aus ziegelroten Backsteinen gliedern die Fassade aus weißen Backsteinen. Die räumliche Aufteilung im Gebäudeinneren zur Trennung von Frauen und Männern (Siehe Mechiza) ist heute nicht mehr erkennbar.

## Zeit des Nationalsozialismus
Im Jahr 1933 hatte die jüdische Gemeinde Steinsfurt noch 32 Mitglieder. Auf Grund des wirtschaftlichen Boykotts und der Verfolgung in der Zeit des Nationalsozialismus wanderte ein Teil von ihnen danach aus. Im Oktober 1938 verkaufte die Synagogengemeinde die Synagoge an eine Familie in der Nachbarschaft. Die neuen Besitzer konnten während der Novemberpogrome 1938 verhindern, dass es beschädigt oder gar zerstört wurde.

## Nach 1945
Das Synagogengebäude wurde jahrzehntelang als Lagerraum genutzt. An einem nahen Bachlauf gelegen, litt seine Substanz immer mehr unter aufsteigender Nässe. Im Jahr 1992 gründete sich ein Arbeitskreis, aus dem der Verein Alte Synagoge Steinsfurt e. V. hervorging, der den Erhalt des Bauwerks anstrebt. Seit 2005 ist die Stadt Sinsheim Eigentümerin des Gebäudes, im Frühjahr 2007 schloss der Verein einen Pachtvertrag mit ihr ab, um es sanieren zu können.
Das Innere zeigt noch weithin originale Farbfassungen; die Thora-Nische ist mit einem roten Vorhang ausgemalt, links von ihr gedenkt eine Beschriftung in tafelartiger, aufgemalter Kartusche der Gefallenen im Ersten Weltkrieg. Ansonsten sind die Wände blau getüncht und Rankenfriese gliedern die Decke.